# 푸시-풀 전략

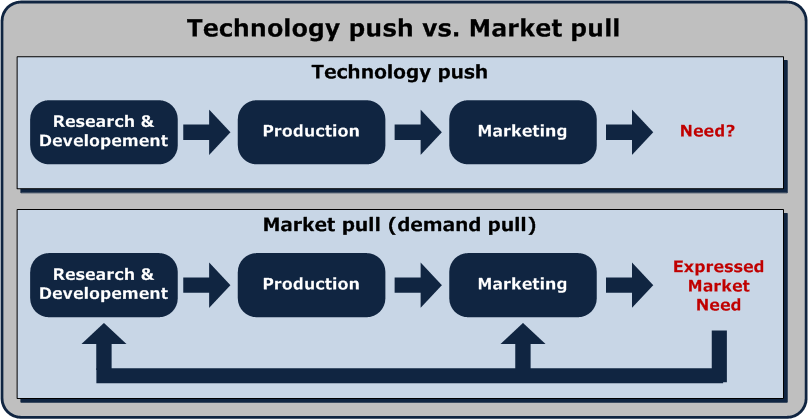
내부 연구개발 활동으로 야기되는 기술 푸시와, 외부 시장의 힘으로 야기되는 시장 풀을 보여주는 그림.

경영 용어인 푸시(push)와 풀(pull)은 마케팅과 광고 영역으로부터 시작되었다. 그러나 전자 컨텐츠와 체인관리 보급에도 역시 적용할 수 있다. 푸시/풀은 상품 또는 정보의 조각과 그것을 옮기고자 하는 자의 관계이다. 생산자들이 고객을 향해 상품들을 "푸시" 하는 동안 고객들은 "풀" 하여 상품들을 자신들에게 가져온다.

## 내용
"푸시" 시스템에서 소비자는 물건의 생산을 요청하지 않는다; 촉진에 의해 최종 사용자에게 "pushed" 된다. 향수에 대한 예제를 들자.단순히 제대로 된 광고를 통해 그들에게 "pushed" 된다면, 여자들이 예전에 전혀 냄새 맡지 않았다 하더라도 그들이 향수 냄새 맡기를 원하진 않는다.
- 생산과 분배의 결정은 오랜 기간의 예측에 기반한다
- 소매점의 창고로부터 받은 과거의 주문에 기반한다.
- 요구 패턴 변경을 할 수 없다.
- 크고 다양한 생산 정리가 가능하다.
- 받아들이기 어려운 서비스 단계
- 많고 안전한 재고를 위한 책임에 기인한 과도한 재고

"풀" 시스템에서 고객은 상품을 요청하고, 딜리버리 채널을 통해 "풀"한다.
예제로는 포드 호주 공장의 차량 생산을 들 수 있다. 호주 포드는 고객에게 주문 받을 때에만
차량을 생산한다.
- 생산과 분배는 요청에 의해 조정된다.
- 재고가 없고, 명세화된 주문에 대해 응답한다.
- POS(Point of Sale) 데이터는 체인 공급 파트너와 공유하는 편리함을 갖는다.

## 체인 공급
푸시 기반의 체인 공급은, 상품은 생산에서 소매상인들에게 채널을 통해 푸시 된다.제조업자들은 소매상인들의 과거 주문 패턴에 따라 상품 레벨을 정한다. 요구사항 변경에 대해 응답하기 위해 푸시기반의 체인 공급 좀 더 시간이 걸리는데, 이것은 과다 매입, 병목현상, 지연, 받아들일 수 없는 서비스 레벨과 상품의 구형화에 의한 결과로 나타날 수 있다.
풀 기반의 체인 공급은 조달, 생산과 분배는 그래서 예상 요구 대신에 실제 고객 주문에 대해 조정한다.
체인 공급은 대체로 항상 푸시와 풀 모두의 조합으로 이뤄지는데 푸시 기반의 단계와 풀 기반의 단계 사이를 푸시-풀 바운더리라고 알려진 인터페이스를 이용한다.
이러한 예로써 델의 주문 공급 체인을 들 수 있다. 과거의 일반적인 주문 요구에 의해 창고 각각의 콤포넌트 수준을 결정한다. 그러나 최종 조립은 고객의 요청이 구체화 될 때 수행한다.

## 같이 보기
- 발행 구독 모델